# Telebasis erythrina
Telebasis erythrina là một loài chuồn chuồn kim trong họ Coenagrionidae.
Telebasis erythrina được Selys miêu tả khoa học năm 1876.